# محمد صالح أحمد الهلالي
الدكتور محمد صالح أحمد الهلالي سفير اليمن إلى روسيا من 27 سبتمبر 2007 وحتى 12 يوليو 2017.